# IC 3408
IC 3408 је појединачна звијезда у сазвјежђу Дјевица која се налази на листи објеката дубоког неба у Индекс каталогу.
Деклинација објекта је + 11° 52' 33" а ректасцензија 12h 29m 15,9s.